# Багатомасштабне моделювання

Підходи до моделювання та їх масштаби.

Багатомасштабне моделювання або багатомасштабна математика — це галузь вирішення проблем, які мають важливі особливості в багатьох масштабах часу та/або простору. Важливі проблеми включають багатомасштабне моделювання рідин,  твердих речовин,  полімерів,  білків, , нуклеїнових кислот, різні фізичні та хімічні явища (наприклад, адсорбція, хімічні реакції, дифузія)., а також моделювання двофазних потоків (рідина-рідина і рідина-газ).

## Історія
Багатомасштабне моделювання від найменшого масштабу (атоми) до повного системного рівня (наприклад, автомобілі), пов’язаного з механікою твердого тіла, яке зараз переросло в міжнародну міждисциплінарну діяльність, було зароджено в кінці ХХ ст. Оскільки національні лабораторії Міністерства енергетики США (DOE) почали скорочувати ядерні підземні випробування в середині 1980-х років, з останнім у 1992 році, народилася ідея проектування та аналізу на основі моделювання. Багатомасштабне моделювання було ключем до отримання більш тонких і точних інструментів прогнозування. По суті, кількість великомасштабних тестів на рівні систем, які раніше використовувалися для валідації проекту, було зведено до нуля, що гарантує збільшення результатів моделювання складних систем для цілей перевірки та валідації проекту.
По суті, тоді було запропоновано заповнити простір «тестів» рівня системи результатами моделювання. Після Договору про всеосяжну заборону випробувань 1996 року, в якому багато країн зобов’язалися припинити всі ядерні випробування на системному рівні, такі програми, як Ініціатива передових стратегічних обчислень (ASCI), були зароджені в Міністерстві енергетики (DOE) і керовані національними лабораторіями в США. В рамках ASCI основною визнаною передумовою було забезпечення більш точних і точних інструментів проектування та аналізу на основі моделювання. Через вимоги до більшої складності моделювання, паралельні обчислення та багатомасштабне моделювання стали основними проблемами, які необхідно було вирішити. З цієї точки зору ідея експериментів перейшла від великомасштабних комплексних випробувань до багатомасштабних експериментів, які забезпечували валідацію моделей матеріалів у різних масштабах довжини. 
Таким чином, різні методології багатомасштабного моделювання незалежно створювалися в національних лабораторіях Міністерства освіти: Національна лабораторія Лос-Аламоса (LANL), Ліверморська національна лабораторія (LLNL), Національна лабораторія Sandia (SNL) і Національна лабораторія Оук-Рідж (ORNL). Крім того, співробітники цих національних лабораторій заохочували, фінансували та керували академічними дослідженнями, пов’язаними з багатомасштабним моделюванням. Отже, створення різних методологій і обчислювальних алгоритмів для паралельних середовищ породило різні акценти щодо багатомасштабного моделювання та пов’язаних багатомасштабних експериментів.
Поява паралельних обчислень також сприяла розвитку багатомасштабного моделювання. Оскільки за допомогою паралельних обчислювальних середовищ можна розв’язати більше ступенів свободи, можуть бути прийняті точніші та точніші алгоритмічні формулювання. Ця думка також спонукала політичних лідерів заохочувати концепції дизайну, засновані на моделюванні.
У LANL, LLNL і ORNL зусилля щодо багатомасштабного моделювання ґрунтувалися на матеріалознавчих і фізичних спільнотах із підходом «знизу вгору». Кожна мала різні програми, які намагалися об’єднати обчислювальні зусилля, матеріалознавчу інформацію та алгоритми прикладної механіки з різним рівнем успіху. Було написано безліч наукових статей, а багатомасштабна діяльність зажила своїм життям. У SNL зусилля з багатомасштабного моделювання були інженерним підходом зверху вниз, починаючи з точки зору механіки континууму, яка вже була багатою обчислювальною парадигмою. SNL намагався об’єднати спільноту матеріалознавців у спільноту механіків континууму, щоб вирішити проблеми меншого масштабу, які могли б допомогти вирішити інженерні проблеми на практиці.
Коли ця інфраструктура управління та відповідне фінансування були створені в різних установах DOE, почалися різні академічні дослідницькі проекти, які започаткували різноманітні супутникові мережі багатомасштабного моделювання. Передача технологій також виникла в інших лабораторіях Міністерства оборони та промислових дослідницьких спільнот.
Зростання багатомасштабного моделювання в промисловому секторі було зумовлене передусім фінансовими мотивами. З точки зору національних лабораторій Міністерства енергетики, зміна менталітету великомасштабних системних експериментів відбулася через Угоду про заборону ядерної зброї 1996 року. Коли промисловість зрозуміла, що поняття багатомасштабного моделювання та дизайну на основі симуляції є інваріантними до типу продукту та що ефективне багатомасштабне моделювання може фактично призвести до оптимізації дизайну, у різних галузях почали відбуватися зміни парадигми, як економія витрат і точність оцінок гарантії на продукт було раціоналізовано.

## Напрямки досліджень
У фізиці та хімії багатомасштабне моделювання спрямоване на обчислення властивостей матеріалу або поведінки системи на одному рівні з використанням інформації або моделей з різних рівнів. На кожному рівні використовуються певні підходи до опису системи. Зазвичай виділяють такі рівні: 
- рівень квантово-механічних моделей (включається інформація про електрони), рівень моделей молекулярної динаміки (включається інформація про окремі атоми), грубозернисті моделі (включається інформація про атоми та/або групи атомів),
- мезомасштаб або нанорівень (включається інформація про великі групи атомів та/або положення молекул),
- рівень моделей континууму, рівень моделей пристроїв.

Кожен рівень розглядає явище протягом певного вікна тривалості та часу. Багатомасштабне моделювання особливо важливе в інтегрованій обчислювальній інженерії матеріалів, оскільки воно дозволяє передбачити властивості матеріалу або поведінку системи на основі знання зв’язків процес-структура-властивості.
У дослідженні операцій багатомасштабне моделювання вирішує проблеми для осіб, які приймають рішення, які виникають через багатомасштабні явища в організаційному, часовому та просторовому масштабах. Ця теорія поєднує теорію прийняття рішень і багатомасштабну математику та називається багатомасштабним прийняттям рішень. Багатомасштабне прийняття рішень спирається на аналогії між фізичними системами та складними системами, створеними людиною.
У метеорології багатомасштабне моделювання — це моделювання взаємодії між погодними системами різних просторових і часових масштабів, що створює погоду, яку ми відчуваємо. Найбільш складним завданням є моделювання способу взаємодії погодних систем, оскільки моделі не можуть бачити за межами розміру сітки моделі. Іншими словами, запустити модель атмосфери, яка має розмір сітки (дуже малий ~ 500 м), яка може бачити кожну можливу структуру хмар для всієї земної кулі, обчислювально дуже дорога. З іншого боку, модель глобального клімату (GCM) з розміром сітки ~ 100 км не може побачити менші хмарні системи. Отже, нам потрібно досягти точки балансу, щоб модель стала обчислювально можливою, і в той же час ми не втратили багато інформації, за допомогою деяких раціональних припущень, процесу, який називається параметризацією.
Окрім багатьох конкретних застосувань, однією з областей дослідження є методи точного та ефективного вирішення проблем багатомасштабного моделювання. Основні напрямки математичних і алгоритмічних розробок включають:
- Математичне моделювання
- Теорія центрального різноманіття та Теорія повільного різноманіття
- Механіка суцільних середовищ
- Теорія мереж
- Статистичне моделювання

## Інтернет-ресурси
- Mississippi State University ICME Cyberinfrastructure
- Multiscale Modeling of Flow Flow
- Multiscale Modeling of Materials (MMM-Tools) Project at Dr. Martin Steinhauser's group at the Fraunhofer-Institute for High-Speed Dynamics, Ernst-Mach-Institut, EMI, at Freiburg, Germany. Since 2013, M.O. Steinhauser is associated at the University of Basel, Switzerland.
- Multiscale Modeling Group: Institute of Physical & Theoretical Chemistry, University of Regensburg, Regensburg, Germany
- Multiscale Materials Modeling: Fourth International Conference, Tallahassee, FL, USA
- Multiscale Modeling Tools for Protein Structure Prediction and Protein Folding Simulations, Warsaw, Poland
- Multiscale modeling for Materials Engineering: Set-up of quantitative micromechanical models
- Multiscale Material Modelling on High Performance Computer Architectures, MMM@HPC project
- Modeling Materials: Continuum, Atomistic and Multiscale Techniques (E. B. Tadmor and R. E. Miller, Cambridge University Press, 2011)
- An Introduction to Computational Multiphysics II: Theoretical Background Part I Harvard University video series
- SIAM Journal of Multiscale Modeling and Simulation
- International Journal for Multiscale Computational Engineering
- Department of Energy Summer School on Multiscale Mathematics and High Performance Computing
- Multiscale Conceptual Model Figures for Biological and Environmental Science